# Neotheronia cyrusi
Neotheronia cyrusi là một loài tò vò trong họ Ichneumonidae.